# Crinum lorifolium
Crinum lorifolium är en amaryllisväxtart som beskrevs av William Roxburgh och Ker Gawl.. Crinum lorifolium ingår i släktet Crinum, och familjen amaryllisväxter. Inga underarter finns listade i Catalogue of Life.